# Taïeb Hadhri
Taïeb Hadhri, né le 18 août 1957 à Monastir, est un universitaire et homme politique tunisien.

## Biographie
Ingénieur diplômé à l'École polytechnique,, en 1979, et de l'École nationale des ponts et chaussées en 1981, il est également titulaire du diplôme de docteur-ingénieur en mathématiques appliquées et du doctorat d'État ès sciences mathématiques obtenus à l'université Pierre-et-Marie-Curie.
Il commence sa carrière professionnelle comme professeur puis maître de conférences dans plusieurs établissements français dont notamment l'École nationale supérieure des mines de Paris (1980-1988) et l'École nationale des ponts et chaussées (1982-1988). Il est également chargé de recherche au Centre national de la recherche scientifique, de 1984 à 1988, puis maître de conférences et professeur de mathématiques appliquées à l'École nationale d'ingénieurs de Tunis (ENIT), de 1988 à 2000, puis à l'École polytechnique de Tunisie (EPT) à partir de 2000.
De 1989 à 1993, il est directeur du département de génie civil à l'ENIT avant de devenir en 1995 le directeur de l'ENIT et de l'EPT pour cinq ans. En 2000, il devient président de l'université de Carthage avant d'entrer au gouvernement le 17 août 2005 comme ministre de la Recherche scientifique, de la Technologie et du Développement des compétences ; il quitte ses fonctions le 25 janvier 2007.
Le 22 mars 2007, il est nommé directeur général de l'Institut tunisien des études stratégiques.
Officier de l'Ordre national du mérite au titre du secteur de l'éducation, il est marié et père de deux enfants.